# (74440) 1999 CD6
(74440) 1999 CD6 – planetoida z pasa głównego asteroid okrążająca Słońce w ciągu 2,73 lat w średniej odległości 1,95 j.a. Odkryta 10 lutego 1999 roku.